# Louis Carbonel
Ne doit pas être confondu avec Louis Carbonnel.
Pour les articles homonymes, voir Carbonel.

a Compétitions nationales et continentales officielles uniquement.

b Matchs officiels uniquement.
Dernière mise à jour le 16 juin 2025.
Louis Carbonel, né le 4 février 1999 à Toulon, est un joueur international français de rugby à XV jouant au poste de demi d'ouverture.
Il est sacré à deux reprises Champion du monde junior avec les Bleuets  en 2018 et 2019.

## Biographie

### Jeunesse et formation
Louis Carbonel est né le 4 février 1999. Il est le fils d'Alain Carbonel, ancien joueur français de rugby à XV qui évoluait au poste de centre au Rugby club toulonnais.
Tout d'abord formé au RC Canton Garde Pradet, Louis Carbonel joue ensuite au poste de demi d'ouverture au sein du club de toujours de son père. 
Avec la sélection française des moins de 18 ans, il dispute le championnat d'Europe en 2017, avec laquelle il remporte le titre au terme de la finale remportée contre la Géorgie au stade de Penvillers de Quimper,.
En 2018, il joue le Tournoi des Six Nations des moins de 20 ans avec l'équipe de France. Remplaçant de Romain Ntamack, il n'est titularisé que pour affronter l'Italie. À l’issue du Tournoi, remporté par l'équipe de France, il a joué 125 minutes pour 26 points inscrits. Il est ensuite sélectionné pour jouer le championnat du monde junior 2018 qui se déroule en France. Remplaçant de Romain Ntamack lors du premier match contre l'Irlande, il est titularisé face à la Géorgie. À partir du dernier match de poule contre l'Afrique du Sud, décisif pour la qualification, les entraîneurs décident d'associer les deux joueurs en replaçant Romain Ntamack au poste de premier centre. Cette paire mène l'équipe de France à la victoire contre l'Afrique du Sud, contre la Nouvelle-Zélande en demi-finale, puis contre l'Angleterre en finale.
En 2019, il réédite sa performance en équipe de France des moins de 20 ans en remportant à nouveau le championnat du monde junior contre l’Australie. Après cette année qui est celle de sa dernière sélection en moins de 20 ans, il devient le meilleur marqueur de l'équipe de France des moins de 20 ans en Championnat du monde junior, avec 112 points, dépassant le précédent record de Pierre Bernard, et devenant le 5e meilleur marqueur toute nation confondue. Il dépasse aussi le record de pénalités marquées précédemment tenu par Gilles Bosch, devenant le 3e meilleur réalisateur de pénalité au niveau mondial dans cette compétition. Cette année, il remporte également le Championnat de France espoirs avec le RC Toulon en s'imposant 26 à 14 en finale face aux espoirs du Stade rochelais. 

### Débuts professionnels à Toulon (2017-2020)
Louis Carbonel joue son premier match en Top 14 avec le RC Toulon le 24 septembre 2017, à seulement 18 ans, à l'occasion de la cinquième journée de la saison 2017-2018, contre le Stade français Paris en entrant en jeu sept minutes en fin de match. Les siens l'emportent 19 à 15. Deux mois plus tard, le 25 novembre 2017, il est titularisé pour la première fois en Top 14 pour affronter le Castres olympique au stade Pierre-Fabre. Le RCT est battu 20 à 19. Cette saison, il joue au total cinq matchs et marque trois transformations et une pénalité, soit neuf points.
Pour sa deuxième saison chez les professionnels, en 2018-2019, Louis Carbonel est en concurrence avec les deux internationaux français Anthony Belleau et François Trinh Duc. Il connaît un début de saison mitigé avant de monter en puissance pour devenir le premier choix de Patrice Collazo, son entraîneur, à l’ouverture,. En novembre 2018, il est sélectionné et titularisé avec les Barbarians français pour affronter les Tonga au stade Chaban-Delmas de Bordeaux. Comme avec les moins de 20 ans, il est associé à Romain Ntamack, titularisé en premier centre. Les Baa-Baas s'inclinent 38 à 49 face aux tongiens. À l'issue de cette saison, il est l'une des révélations du Top 14, et est élu meilleur demi d'ouverture de la saison de Top 14 par les internautes du site www.rugbyrama.fr,. Ainsi, malgré la forte concurrence à son poste, le joueur de 19 ans, totalise seize matchs joués dans la saison, devançant même Trinh Duc dans la hiérarchie des ouvreurs toulonnais, qui est le plus souvent utilisé au poste de centre.
Après le départ du club de François Trinh Duc, Louis Carbonel a pour seul concurrent à son poste Anthony Belleau, pour la saison 2019-2020. Carbonel doit alors confirmer sa bonne saison passée et les grands espoirs placés en lui. À la mi-saison, ses bonnes performances en club sont récompensées quand, en janvier 2020, il est appelé pour la première fois dans le groupe de l'équipe de France pour préparer le Tournoi des Six Nations 2020, à la suite de la prise de fonction du nouveau sélectionneur Fabien Galthié, entraîneur qui l'a fait débuter en équipe professionnelle du RC Toulon deux ans et demi plus tôt. Il est ainsi intégré au groupe France un an après son titre de champion du monde avec les moins de 20 ans. Il ne participe cependant à aucune rencontre du tournoi. Il participe à seize rencontre de Top 14 et aux phases de groupes du Challenge européen, alternant avec Belleau la place de titulaire en n°10, jusqu'à l'arrêt prématuré des compétitions à cause de la pandémie de Covid-19. Le RC Toulon se qualifie pour les phases finales du Challenge européens qui sont reportées au mois de septembre 2020. Les Toulonnais et Louis Carbonel éliminent les Gallois des Scarlets en quarts de finale, puis les Anglais de Leicester en demi-finale. En finale, contre Bristol, Louis Carbonel est titulaire à l'ouverture et joue l'intégralité de la rencontre. Il inscrit quatre pénalité et une transformation, soit quatorze points des dix-neuf marqués par son équipe. C'est cependant insuffisant puisque les Toulonnais s'inclinent 32 à 19.

### Affirmation à Toulon et débuts internationaux (2020-2022)
Pour la saison 2020-2021, Louis Carbonel fait toujours face à la concurrence d'Anthony Belleau, mais les deux joueurs peuvent aussi jouer ensemble comme ce fut le cas la saison passée avec Carbonel en 10 et Belleau en 12. En début de saison, il connaît sa première cape internationale le 28 novembre 2020, durant un match de Coupe d'automne des nations face à l'Italie, lorsqu'il entre en jeu à la place de Matthieu Jalibert à la 70e minute. Une semaine plus, tard il entre une nouvelle fois en jeu à la place de Jalibert lors de la finale de la Coupe d'automne des nations contre l'Angleterre. Les Français s'inclinent cependant après prolongations. Un mois plus tard, en janvier 2021, Louis Carbonel ne dispute pas le Tournoi des Six Nations 2021. En effet, à la suite de la blessure de Romain Ntamack, c'est Matthieu Jalibert qui est l'ouvreur titulaire des Bleus. En club, il joue au total 18 matchs et inscrit 246 points toutes compétitions confondues durant la saison.
À l'issue de cette saison, il est ensuite appelé pour disputer la tournée d'été 2021 en Australie, et joue les deux premiers matchs,. Cependant, il n'a pas l'occasion de briller : le jeu au pied d'occupation est confié au demi de mêlée lyonnais Baptiste Couilloud, et les tirs au but à Melvyn Jaminet dès le second match. Il est remplacé par Antoine Hastoy lors du troisième match.
En début de saison 2021-2022, il n'est pas non plus retenu pour la tournée d'automne, repoussé derrière Ntamack et Jalibert dans la hiérarchie des Bleus. En club, Anthony Belleau lui est préféré pour les matchs d'octobre. Il joue tout de même 29 matchs toutes compétitions confondues, dont 22 en tant que titulaire, et marque 269 points. Il participe à l'épopée de son club en Challenge européen, qui élimine dans un premier temps Trévise, puis les London Irish et les Saracens, se qualifiant ainsi en finale de l'édition 2022. En finale, Louis Carbonel est titulaire à l'ouverture et joue l'intégralité du match. Il transforme un essai de Baptiste Serin mais cela ne permet pas aux siens de remporter le titre puisque le LOU s'impose 30 à 12. À l'issue de cette saison, il est sélectionné par Fabien Galthié pour affronter l'Angleterre avec les Barbarians britanniques. Il est titulaire lors de ce match et inscrit un essai, permettant à son équipe de remporter la rencontre sur le score de 21 à 52. 

### Passage au Montpellier HR et aucun match avec les Bleus (2022-2024)
Louis Carbonel signe en février 2022 un contrat de trois saisons avec le Montpellier HR, à compter de la saison 2022-2023, et quitte ainsi son club formateur, alors qu'il lui restait deux ans de contrat,. Cette saison, il est en concurrence avec l'international italien Paolo Garbisi et le jeune Louis Foursans-Bourdette. Il joue son premier match avec son nouveau club dès la première journée de Top 14 contre le Stade rochelais et est titulaire à l'ouverture. Il marque son premier essai avec le MHR lors de la treizième journée contre l'USAP.  
À l'issue de cette saison, il est appelé dans une liste de 23 joueurs pour participer à un stage avec les Bleus. Cette liste est marquée par l'absence des joueurs étant demi-finalistes du championnat.  
Durant la saison 2023-2024, son club se maintient de justesse en remportant le barrage de justesse face au FC Grenoble. Louis Carbonel marque notamment la pénalité permettant de donner la victoire et donc le maintien à son équipe en toute fin de match,. Au mois de juin 2024, il est retenu en équipe de France dans une liste de trente-deux joueurs pour préparer la tournée d'été en Argentine. Cette liste est marquée par l'absence des cadres habituels et la présence de nombreux joueurs sans sélections. Cependant, quelques jours plus tard, il est contraint de déclarer forfait pour cette tournée à cause d'une blessure aux ischio-jambiers. Il est alors remplacé par Joris Segonds.  

### Transfert au Stade français (depuis 2024)
Après seulement deux saisons jouées à Montpellier, Louis Carbonel est libéré de son contrat par son club et choisit de s'engager au Stade français. Il y signe un contrat d'une durée de trois ans. En effet, le club parisien était en à la recherche d'un demi d'ouverture de haut niveau pour combler le départ de Joris Segonds, et Louis Carbonel voulait quitter son club après l'arrivée de Bernard Laporte et de Patrice Collazo, ce qui a ainsi facilité son départ du MHR,.

## Statistiques

### En club
| Saison               | Saison               | Championnat | Championnat | Championnat | Championnat | Championnat | Championnat | Championnat | Coupe d'Europe     | Coupe d'Europe | Coupe d'Europe | Coupe d'Europe | Coupe d'Europe | Coupe d'Europe | Coupe d'Europe |
| Saison               | Saison               | Compétition | M           | Pts         | Ess.        | Pén.        | Tr.         | Dp.         | Compétition        | M              | Pts            | Ess.           | Pén.           | Tr.            | Dp.            |
| -------------------- | -------------------- | ----------- | ----------- | ----------- | ----------- | ----------- | ----------- | ----------- | ------------------ | -------------- | -------------- | -------------- | -------------- | -------------- | -------------- |
| 2017-2018            | RC Toulon            | Top 14      | 5           | 9           | -           | 1           | 3           | -           | Coupe d'Europe     | -              | -              | -              | -              | -              | -              |
| 2018-2019            | RC Toulon            | Top 14      | 16          | 47          | 2           | 9           | 5           | -           | Coupe d'Europe     | 4              | 10             | -              | 2              | 2              | -              |
| 2019-2020            | RC Toulon            | Top 14      | 16          | 40          | 2           | 8           | 3           | -           | Challenge européen | 9              | 46             | -              | 8              | 11             | -              |
| 2020-2021            | RC Toulon            | Top 14      | 17          | 230         | 4           | 50          | 30          | -           | Coupe d'Europe     | 1              | 16             | -              | 4              | 2              | -              |
| 2021-2022            | RC Toulon            | Top 14      | 24          | 216         | 2           | 50          | 28          | -           | Challenge européen | 5              | 53             | -              | 11             | 10             | -              |
| Total RC Toulon      | Total RC Toulon      | Top 14      | 78          | 542         | 10          | 118         | 69          | 0           | Coupes d'Europe    | 19             | 125            | 0              | 25             | 25             | 0              |
| 2022-2023            | Montpellier HR       | Top 14      | 16          | 170         | 1           | 39          | 24          | -           | Champions Cup      | 4              | 23             | -              | 3              | 7              |                |
| Total Montpellier HR | Total Montpellier HR | Top 14      | 16          | 170         | 1           | 39          | 24          | 0           | Coupes d'Europe    | 4              | 23             | 0              | 3              | 7              | 0              |
| Total                | Total                | Top 14      | 94          | 712         | 11          | 157         | 93          | 0           | Coupes d'Europe    | 23             | 148            | 0              | 28             | 32             | 0              |

### Internationales

#### Équipe de France des moins de 20 ans
Louis Carbonel a disputé dix-sept matchs avec l'équipe de France des moins de 20 ans, prenant part à deux éditions du Tournoi des Six Nations en 2018 et 2019 et à deux éditions du championnat du monde junior en 2018 et 2019. Il a inscrit 169 points.

#### XV de France
Au 5 février 2023, Louis Carbonel compte cinq sélections en équipe de France, pour 16 points inscrits. Il a pris part à une édition du Tournoi des Six Nations, en 2021.
| Année | Compétition                 | Matchs | Points | Essais | Pénal. | Transf. | Drops |
| ----- | --------------------------- | ------ | ------ | ------ | ------ | ------- | ----- |
| 2020  | Coupe d'automne des nations | 2      | 8      | -      | 2      | 1       | -     |
| 2021  | Six Nations                 | 1      | -      | -      | -      | -       | -     |
| 2021  | Test matchs                 | 2      | 8      | -      | 2      | 1       | -     |
| Total | Total                       | 5      | 16     | 0      | 4      | 2       | 0     |

## Palmarès

### En club
- RC Toulon
  - Vainqueur du Championnat de France espoirs en 2019[49]
  - Finaliste du Challenge européen en 2020 et 2022

### En équipe nationale
- France -18
  - Vainqueur du Championnat d'Europe des moins de 18 ans en 2017.

- France -20
  - Vainqueur du Tournoi des Six Nations des moins de 20 ans en 2018
  - Vainqueur du Championnat du monde junior en 2018 et 2019

- France
  - Finaliste de la Coupe d'automne des nations en 2020.

### Distinctions personnelles
- Meilleur réalisateur du Championnat du monde junior en 2018 (60 points).